# Maria Sturm (Leichtathletin)
Maria Sturm, verheiratete Haas (* 30. Januar 1935 in Nürnberg; † 10. Februar 2019 ebenda), war eine deutsche Leichtathletin, die bei den Europameisterschaften 1954 die Bronzemedaille im Fünfkampf gewann (4357 Punkte: 11,88 m – 1,54 m – 26,2 s – 11,9 s – 5,61 m).

## Leben
Sturm begann beim TV Fürth 1860, gehörte von 1954 bis 1963 dem Sportverein 1. FC Nürnberg an und wechselte dann zu Siemens Nürnberg. In ihrer Wettkampfzeit war sie 1,75 m groß und 62 kg schwer.
Ihr Ehemann war der Leichtathlet Karl-Friedrich Haas, der 1952 und 1956 olympische Medaillen gewann. Der gemeinsame Sohn Christian Haas war der beste bundesdeutsche Sprinter der 1980er Jahre.

## Ergebnisse

### Europameisterschaften
- 1954 – Fünfkampf (Bronze)

### Deutsche Meisterschaften (Freiluft)
- 1954 – 4 × 100-m-Staffel (3.)
- 1955 – Fünfkampf (1.), Weitsprung (3.)
- 1956 – Fünfkampf (1.), 4 × 100-m-Staffel (3.)
- 1965 – Fünfkampf (3.)

### Deutsche Meisterschaften (Halle)
- 1954 – Hochsprung (1.)
- 1955 – Hochsprung (1.), Weitsprung (2.)
- 1956 – Hochsprung (2.), Weitsprung (1.), 70 m Hürden (3.)